# Ioannis Skandalidis

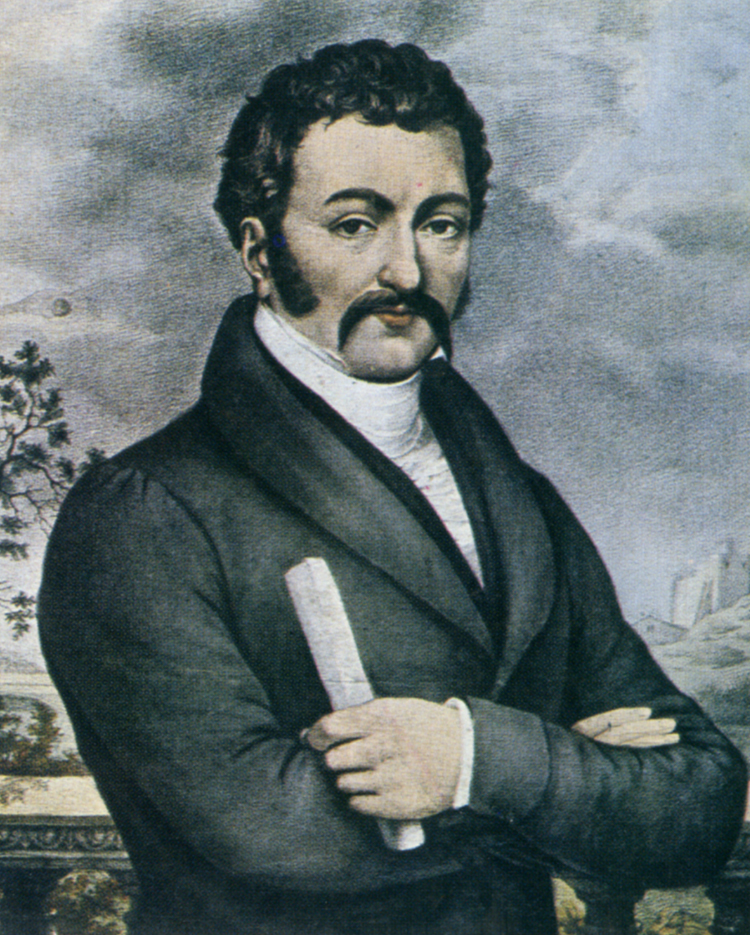
Porträt von Ioannis Skandalidis, gemalt von Adam Friedel

Ioannis Skandalidis (griechisch Ιωάννης Σκανδαλίδης; * 1776 in Thessaloniki; †  1825 in Nafplio) war ein Politiker der Griechischen Revolution.

## Leben
Ioannis Skandalidis arbeitete ursprünglich als Lehrer in seiner Geburtsstadt Thessaloniki, lebte jedoch zeitweise in Odessa. In Konstantinopel wurde er in den Geheimbund der Filiki Eteria aufgenommen.
Im Zuge seines Engagements für die Griechische Revolution ließ er sich in Nafplio nieder. Seine gesamte Familie war am Unabhängigkeitskrieg beteiligt; dabei verlor er einen Bruder, der enthauptet wurde.
Skandalidis nahm an der Ersten Nationalversammlung in Epidauros teil, wo er als Bevollmächtigter Thessaloniki und Makedonien vertrat.
Zudem war er Mitglied des Areopags des östlichen Zentralgriechenlands.
Er arbeitete als Erster Sekretär im Parlament und war damit auch an der Ausarbeitung von Gesetzestexten beteiligt, etwa 1825 jenem zur Gründung des ersten Krankenhauses des unabhängigen Griechenlands in Ermoupoli, Syros.
Im Zuge der Neugriechischen Aufklärung verfasste Skandalidis gemeinsam mit Ioannis Orlandos einen Brief an den britischen Juristen und Philosophen Jeremy Bentham. In der Akademie von Athen sind zudem mehrere Briefe von Skandalidis erhalten geblieben, die er an Ioannis Kolettis richtete.